# Oficina Nacional de Reconocimiento
La Oficina Nacional de Reconocimiento (del inglés: National Reconnaissance Office, o por sus siglas, NRO) es una agencia del Departamento de Defensa de Estados Unidos y un integrante de la Comunidad de Inteligencia. La NRO diseña, construye, lanza y opera satélites de reconocimiento para el gobierno federal de Estados Unidos, mediante la obtención y entrega de inteligencia satelital que posteriormente distribuye entre varias agencias gubernamentales, entre las que se encuentran la inteligencia de señales (SIGINT) a la NSA, inteligencia de imágenes (IMINT) a la NGA, e inteligencia de reconocimiento y signatura (MASINT) a la DIA.
La NRO está considerada, junto con la Agencia Central de Inteligencia (CIA), la Agencia de Seguridad Nacional (NSA), la Agencia de Inteligencia de Defensa (DIA) y la Agencia Nacional de Inteligencia-Geoespacial (NGA), una de las "cinco grandes" agencias de inteligencia norteamericanas. La NRO tiene sus oficinas centrales en Chantilly (Virginia), a 3,2 km al sur del Aeropuerto Internacional Washington-Dulles.
El Director de la NRO rinde cuentas tanto al Secretario de Defensa como al Director de la Inteligencia Nacional. La plantilla federal de la NRO es una organización híbrida que consta de unos 3.000 trabajadores, abarcando a miembros del Ejército, la Fuerza Aérea, la Armada y la Fuerza Espacial, así también como a empleados de la CIA, la NSA y la NGA, incluyendo al propio personal encuadrado en la NRO. Un informe de la comisión bipartidista de 1996 describía que la NRO cuenta con uno de los mayores presupuestos de toda la Comunidad de Inteligencia, a pesar de tener una fuerza laboral de funcionarios federales muy pequeña, recayendo la mayor parte del trabajo en «decenas de miles» de contratistas privados.

## Misión
La NRO diseña, construye, lanza y opera sistemas de reconocimiento espacial, además de realizar actividades relacionadas con inteligencia y gestión de la información, todas ellas esenciales para la seguridad nacional de Estados Unidos.
También se encarga de coordinar los datos recopilados y analizar la información que ha sido obtenida mediante los vuelos de reconocimiento efectuados por aviones y satélites de los diferentes servicios militares y por la Agencia Central de Inteligencia. Sus fondos provienen del Programa Nacional de Reconocimiento, el cual es parte del Programa Nacional de Inteligencia (anteriormente conocido como Programa Nacional de Inteligencia Extranjera). La agencia forma parte del Departamento de Defensa.
La NRO trabaja en estrecha colaboración con sus socios de las otras ramas de inteligencia y del espacio, incluyendo a la Agencia de Seguridad Nacional (NSA), la Agencia Nacional de Inteligencia-Geoespacial (NGA), la Agencia Central de Inteligencia (CIA), la Agencia de Inteligencia de Defensa (DIA), el Comando Estratégico de Estados Unidos, el Comando Espacial de Estados Unidos y el Laboratorio de Investigación Naval, junto con otras agencias y organizaciones.

## Historia
La NRO fue instituida el 25 de agosto de 1960, poco después de que se dieran una serie de problemas de gestión e insuficiencia en los avances relacionados con el programa de reconocimiento de satélites de la Fuerza Aérea de Estados Unidos (SAMOS y MIDAS).: 23  La instauración de la NRO estuvo fundamentada en una recomendación del 25 de agosto de 1960 por parte del presidente Dwight D. Eisenhower durante una reunión especial del Consejo de Seguridad Nacional, y la agencia tenía que coordinar las actividades de reconocimiento de la Fuerza Aérea y la CIA (y posteriormente con la Marina y la NSA).: 46 
El primer programa satelital de reconocimiento fotográfico de la NRO fue el programa Corona,: 25–28 cuya existencia fue dado a conocer el 24 de febrero de 1995 y existió desde agosto de 1960 hasta mayo de 1972 (aunque el primer vuelo de prueba tuvo lugar el 28 de febrero de 1959). El sistema Corona utilizaba cápsulas con película (a veces múltiples) lanzadas por satélites y eran recuperadas en el aire por aviones militares. La primera misión exitosa (llamada Discoverer XIII) tuvo lugar el 12 de agosto de 1960, y la primera imagen tomada desde el espacio se vio seis días después. La resolución de la primera imagen era de 8 metros, que se mejoró hasta abarcar hasta una distancia de 2 metros. Las imágenes individuales cubrieron, en promedio, un área de aproximadamente 16 por 193 kilómetros. La última misión del programa Corona (la número 145) se llevó a cabo el 25 de mayo de 1972 y las últimas imágenes de esta misión se tomaron el 31 de mayo de 1972. Desde mayo de 1962 hasta agosto de 1964 la NRO llevó a cabo 12 misiones cartográficas como parte del sistema "Argon". Sólo siete de ellas lograron acabar con éxito sus misiones.: 25–28 En 1963 la NRO llevó a cabo una misión cartográfica utilizando imágenes de mayor resolución, como parte del programa "Lanyard". El programa Lanyard realizó una misión exitosa.
Desde 1972 las misiones de la NRO están clasificadas y porciones de muchos programas anteriores siguen sin estar a disposición de conocimiento público. 
El 18 de agosto de 2000 la Oficina Nacional de Reconocimiento reconoció a sus diez fundadores originales. Estos eran: William O. Baker, Merton E. Davies, Sidney Drell, Richard L. Garwin, Amrom Harry Katz, James R. Killian, Edwin H. Land, Frank W. Lehan, William J. Perry y Edward M. Purcell. Aunque sus primeros trabajos eran altamente clasificados, este grupo de hombres alcanzó grandes logros profesionales, entre ellos había un Secretario de Defensa, un Premio Nobel, un presidente del MIT, un galardonado con la Medalla Presidencial de la Ciencia, un científico planetario de gran renombre y muchos otros más.

### Existencia
La NRO fue mencionada por primera vez por la prensa en 1971, en un artículo del New York Times. El primer reconocimiento oficial de la NRO fue en octubre de 1973 a través de un informe publicado por el comité del Senado, que sin darse cuenta expuso la existencia de la agencia. En 1985 un artículo del New York Times reveló detalles sobre las operaciones de la NRO.
A pesar de la cobertura mediática que se ha dado sobre la existencia de la NRO, la comunidad de inteligencia de Estados Unidos estuvo dilucidando durante 20 años si debía confirmar los informes. El 18 de septiembre de 1992 se desclasificaron unos documentos de la NRO de la mano del Subsecretario de Defensa, según recomendación del Director de la Inteligencia Central, en donde se plasmaba este dilema. El breve comunicado de prensa no mencionó la palabra "satélite", y la agencia no confirmó durante varios años que lanzaba satélites utilizando cohetes.

### Polémicas respecto a la financiación de la NRO
El 24 de septiembre de 1995 un artículo del Washington Post exponía que la NRO había atesorado entre mil y 1,7 mil millones de dólares en fondos no utilizados y que no había informado de ello a la Agencia Central de Inteligencia, el Pentágono o el Congreso.
La CIA estaba siendo investigada debido unas imputaciones de naturaleza similar. En este caso, se le acusaba de haber gastado un año antes 300 millones de dólares de fondos acumulados de su presupuesto clasificado para construir un nuevo edificio de oficinas para la NRO en su sede central de Chantilly (Virginia).
En total, la NRO había acumulado 3.800 millones de dólares (7.300 millones de dólares ajustados por inflación en 2023) en fondos adelantados. Como consecuencia de ello, se fusionaron los tres distintos sistemas contables de la NRO.